# Cassiglio
Cassiglio é uma comuna italiana da região da Lombardia, província de Bérgamo, com cerca de 107 habitantes. Estende-se por uma área de 14 km², tendo uma densidade populacional de 8 hab/km². Faz fronteira com Camerata Cornello, Cusio, Olmo al Brembo, Ornica, Piazza Brembana, Santa Brigida, Taleggio, Valtorta, Vedeseta.

## Demografia
| Variação demográfica do município entre 1861 e 2011                               |
|                                                                                   |
| Fonte: Istituto Nazionale di Statistica (ISTAT) - Elaboração gráfica da Wikipedia |